# Уземљење
У електротехници, термин уземљење или земља има више значења, зависно о специфичним областима примјене. Уземљење може бити референтна тачка у електричном колу са које се мјере други напони, заједнички повратни пут за струју, или директна физичка веза са тлом, за потребе заштите од удара муња (громобран) и уједначавања потенцијала.
Електрична кола могу бити спојена са тлом из неколико разлога. У кућним инсталацијама, веза са тлом је учињена из безбједности, како би се спријечило настајање опасног напона у случају квара електричне изолације. Веза са тлом помаже ограничење напона између електричног кола и земље, штитећи склоп изолације од оштећења због претјераног напона.

## Симболи
Неки симболи уземљења су приказани на сликама. Тачка нултог потенцијала у стварном уређају може али не мора бити физички повезана са земљом. У кућним електричним инсталацијама, проводник уземљења МОРА бити физички повезан са земљом.
- Тачка нултог потенцијала, електроника.
- Метална шасија (кућиште уређаја).
- Уземљење (физичка веза са земљом). Често се користи и за тачку нултог потенцијала у електроници.

## Струјне инсталације у кућама
У кућним инсталацијама, уземљење је жица са електричним спојем са земљом. У случају квара, спој жице под напоном са уземљеном жицом ће резултовати тренутном јаком струјом која избацује осигурач. Због овога се жица уземљења везује на металне дијелове уређаја који могу доћи у контакт са људима.

## Пренос снаге
Проводници спојени са земљом се често постављају изнад нормалних високонапонских жица за пренос енергије.
Њихова намјена је да штите те проводнике од удара муње (примајући удар на себе) и одводећи те струје у земљу. Пошто проводе струју само ријетко, често се праве од челика.

## Електроника
Термин земља се често користи за проводник под нултим потенцијалом, и он је референца за сва напонска мјерења са потенцијалом од 0 волти. Ако се каже да је напон неке тачке у колу 5 V, мисли се да је напон између те тачке и земље (тачке конвенцијом одређеног нултог потенцијала) једнак 5 V. Проводник под нултим потенцијалом је често минус вод напајања уређаја.

## Радио комуникације
Електрични спој са земљом могу користити као референтни потенцијал радио сигнали код одређених врста монополних антена. Дио директно у контакту са земљом може бити једноставан као металне шипке или кочићи забијени у земљу.
Неке врсте антена за кратке, средње и дуге таласе зависе од добре везе са земљом да раде ефикасно. На примјер, вертикална монополна антена захтијева земаљски спој који се често састоји од међусобно везаних мрежа каблова испод или изнад земље.

## Громобран
Громобран служи за заштиту објеката од удара муња. При удару, дебели метални проводник одводи изузетно велику али краткотрајну струју муње у земљу, ограничавајући штету на објекту заштите.